# Битета
Битета (осет. Битетæ, груз. ბითეთა) — село в Дзауском районе Южной Осетии. Относится к Цонской сельской администрации в РЮО.

## География
Расположено в Цонской долине, на правобережье верховья реки Квирила, в 7 км к юго-востоку от города Квайса и в 20 км к северо-западу от райцентра посёлка Дзау.

## Население
В 1987 году в селе Битета проживало 110 человек. По переписи 2015 года численность населения с. Битета составила 17 жителей. 